# 徳須恵川
徳須恵川（とくすえがわ）は、佐賀県伊万里市南波多町に源を発し、唐津市養母田で松浦川に合流する一級河川である。

## 地理
佐賀県伊万里市東部の大陣岳付近が水源。概ね北東に流れる。伊万里市南波多町を流れ、唐津市に入る。行合野川を合流し、旧北波多村中心部を流れ、田中川、山田川などを合流し、唐津市養母田で松浦川と合流する。源流付近から、松浦川合流点まで国道202号が並行する。旧称は波多川（はたがわ）。
流域には中国から渡来したとされる河童の伝説が伝わる。

## 流域の自治体
佐賀県
伊万里市、唐津市

## 災害
- 2023年（令和5年）7月10日 - 梅雨前線による集中豪雨により、伊万里市南波多町水留地内で氾濫が発生[1]。

## 主な支流
- 行合野川
- 田中川
- 山田川